# Memecylon mouririoides
Memecylon mouririoides är en tvåhjärtbladig växtart som beskrevs av Jacq.-fel.. Memecylon mouririoides ingår i släktet Memecylon och familjen Melastomataceae. Inga underarter finns listade i Catalogue of Life.